# Empire of the Sun (film)

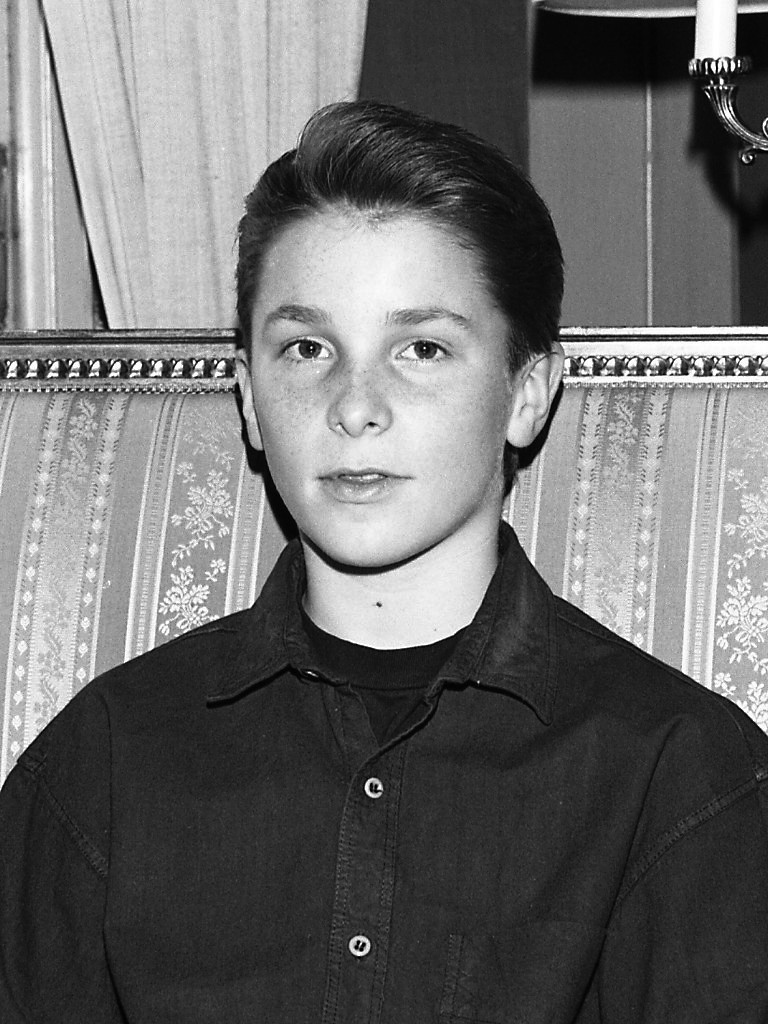
Christian Bale in Zweden, tijdens de promotie van Empire of the Sun

Empire of the Sun is een Amerikaanse historische oorlogsfilm uit 1987 onder regie van Steven Spielberg. Het is een verfilming van het gelijknamige boek van J.G. Ballard. De film werd genomineerd voor de Oscars voor beste cinematografie, beste art direction, beste kostuums, beste geluid, beste montage en beste filmmuziek, voor de Golden Globes voor beste dramafilm en beste filmmuziek en voor de Grammy Award voor beste filmmuziek. Empire of the Sun kreeg dertien andere filmprijzen daadwerkelijk toegekend, waaronder BAFTA Awards voor cinematografie, beste geluid en beste filmmuziek en National Board of Review Awards voor beste film, beste regie en beste jeugdige acteur (Christian Bale).

## Verhaal
Het leven van de verwende jongen James Graham komt op zijn kop te staan wanneer de Japanners Shanghai binnenvallen in 1941. Hij wordt gescheiden van zijn ouders en komt in het Japanse interneringskamp Longhua terecht. Tussen de ziekten en de voedseltekorten probeert Jim zijn oude leventje weer op te pakken.

## Rolverdeling
| Acteur             | Personage                |
| ------------------ | ------------------------ |
| Christian Bale     | Jim 'Jamie' Graham       |
| John Malkovich     | Basie                    |
| Miranda Richardson | Mrs. Victor              |
| Nigel Havers       | Dr. Rawlins              |
| Joe Pantoliano     | Frank Demarest           |
| Leslie Phillips    | Maxton                   |
| Masatô Ibu         | Sergeant Nagata          |
| Emily Richard      | Mary Graham, Jims moeder |
| Rupert Frazer      | John Graham, Jims vader  |
| Peter Gale         | Mr. Victor               |
| Takatoro Kataoka   | Kamikaze Boy Pilot       |
| Paul McGann        | Lieutenant Price         |
| Ben Stiller        | Dainty                   |

## Filmmuziek
De muziek van Empire of the Sun werd gecomponeerd door John Williams.